# Isokyanát

Isokyanátová funkční skupina

Isokyanáty jsou látky, které obsahují isokyanátovou funkční skupinu -N=C=O, která je navázána na řetězec R se vzorcem R−N=C=O. Každá organická sloučenina, která obsahuje isokyanátovou funkční skupinu, může být pojmenována jako isokyanát.
Isokyanáty mohou mít i více isokyanátových skupin. Nejznámější jsou diisokyanáty, které se používají v reakcích s polyoly (vícesytnými alkoholy) k výrobě polyuretanů.
Vzhledem k relativně vysoké reaktivitě jsou isokyanáty nebezpečné pro živé tkáně. Jsou jedovaté a při jejich inhalaci nebo doteku s nimi může dojít k syndromu hypersenzitivity plic nebo k jiným poškozením tkání. Respirační onemocnění způsobená izolyanáty jsou jednou z nemocí z povolání. Pracovníci, kteří jsou pravidelně vystaveni isokyanátům, se musí účastnit pravidelných zdravotních prohlídek.

## Vznik isokyanátu
Isokyanáty R-N=C=O vznikají reakcí aminů R-NH2 s fosgenem COCl2. Syntéza probíhá ve dvou krocích přes karbamylchlorid, který se vyskytuje jako meziprodukt. V každém dílčím kroku se molekula chlorovodíku odštěpuje:

## Chemické reakce
Izokyanáty R-N=C=O jsou chemicky vysoce reaktivní sloučeniny.  Reagují s alkoholy na uretany, s aminy na deriváty močoviny. S vodou reagují na karbamidové kyseliny, ty jsou však chemicky nestabilní a rozpadají se na oxid uhličitý a aminy. S karboxylovými kyselinami reagují ve dvou krocích na sloučeniny s amidovou skupinou -NH-CO-. Nejdůležitějšími reakcemi izokyanátové skupiny jsou reakce adiční a polyadiční.
Reakce s alkoholem za vzniku uretanu:
{\displaystyle \mathrm {R{-}NCO+R'{-}OH\longrightarrow R{-}NHC(O)O{-}R'} }
Reakce s aminem za vzniku derivátu močoviny:
{\displaystyle \mathrm {R{-}NCO+R'{-}NH_{2}\longrightarrow R{-}NHC(O)NH{-}R'} }
Reakce s vodou za vzniku karbamidové kyseliny, která je nestálá a rozpadá se na aminy a oxid uhličitý:
{\displaystyle \mathrm {R{-}NCO+H_{2}O\longrightarrow [R{-}NHCOOH]} }
{\displaystyle \mathrm {[R{-}NHCOOH]\longrightarrow R{-}NH_{2}+CO_{2}} }
Reakce s karboxylovými kyselinami na sloučeniny s amidovou skupinou -NH-CO-:
{\displaystyle \mathrm {R{-}NCO+HO(CO){-}R'\longrightarrow R{-}NH(CO)R'+CO_{2}} }
{\displaystyle \mathrm {R{-}NH(CO)R'+R{-}NCO\longrightarrow RNH{-}(CO){-}NHR(CO)R'} }

## Průmyslové využití

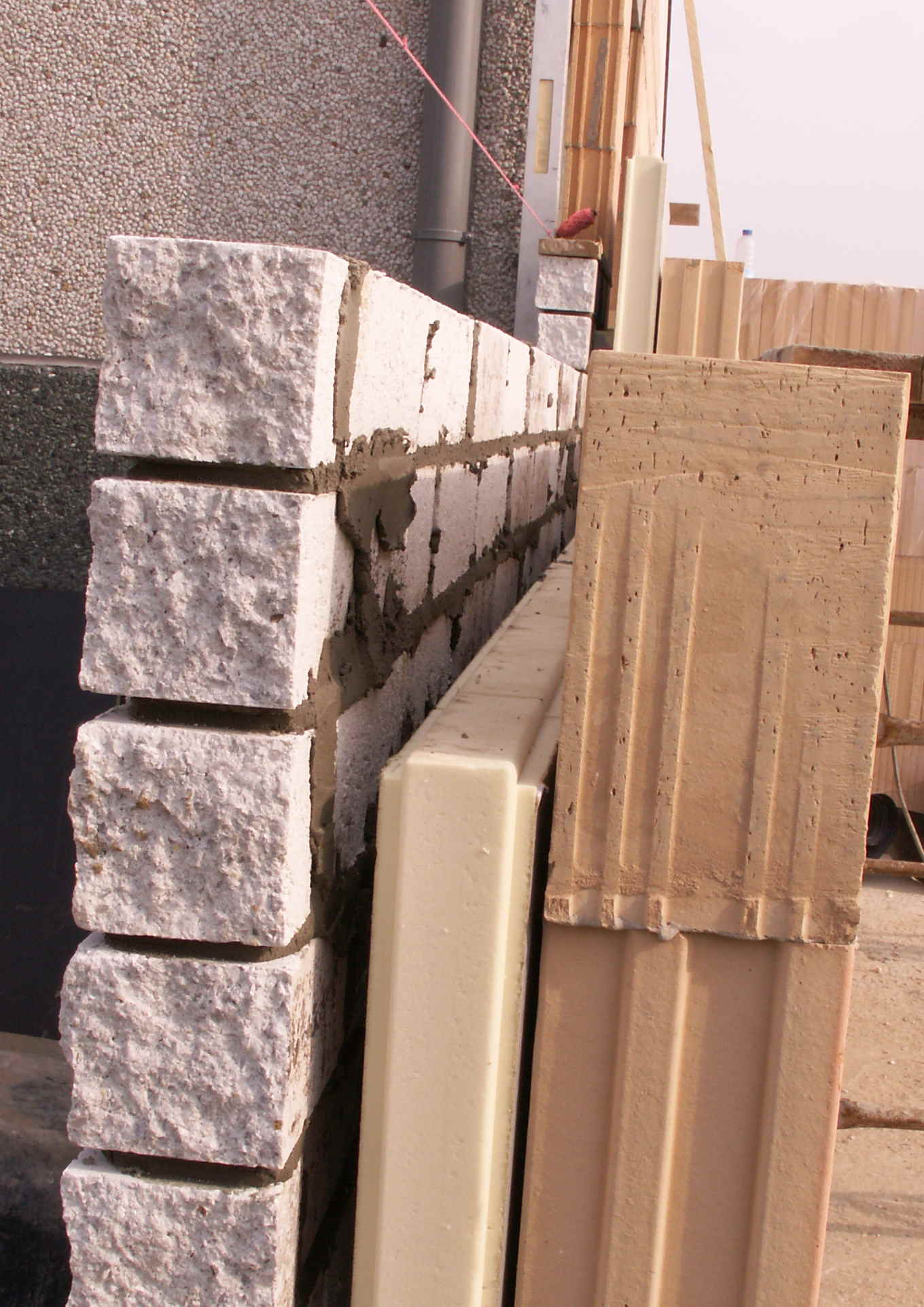
Ukázka použití polyuretanů jako izolačního materiálu ve stavebnictví.

Isokyanáty jsou nejčastěji využívány k výrobě polyuretanů. Využívá se polyadiční reakce diisokyanátů s dioly (vícesytnými alkoholy) za vzniku technicky univerzálních polyuretanů. Ty se vyrábějí pěnové nebo termoplastické a mají široké průmyslové využití. Do roku 2002 vzrostla celosvětová spotřeba polyuretanů na 9 milionů tun a do roku 2007 na 12 milionů tun. Roční tempo růstu spotřeby polyuretanů je 5%.
Hlavními zástupci diisokyanátů pro průmyslové využití jsou:
- Toluen-2,4-diisokyanát (TDI)
- Diisokyanát difenylmethanu nebo methylen difenyl diisokyanát (MDI)
- Hexamethylen diisokyanát (HDI, HMDI)
- Polymerní diisokyanát difenylmethanu (PMDI)
- meta-tetramethylxylylen diisokyanát (TMXDI)
- Isoforon diisokyanát (IPDI)
- 4,4'-Diisocyanatodicyclohexylmethan (H12MDI)

## Jedovatost isokyanátů
Isokyanáty poškozují buněčné membrány lidských buněk. Při vdechováním jejich výparů dochází k podráždění sliznice a kůže. Mohou způsobit alergickou reakci typu izokyanátové astma, které se projevuje podobně jako klasické alergické astma. Poškozují oční rohovku, mohou vyvolat kopřivku, kontaktní ekzém nebo toxickou dermatitidu na kůži.